# Thüringer Landesverwaltungsamt
Das Thüringer Landesverwaltungsamt ist zentrale Mittelbehörde des Freistaates Thüringen. Sie wurde am 20. Juli 1991 errichtet.

## Aufgaben
Das Landesverwaltungsamt ist innerhalb des dreistufigen Verwaltungsaufbaus in Thüringen als obere Landesbehörde das Verbindungsglied zwischen den kommunalen Unteren Behörden (Landkreisen, kreisfreien Städten) Thüringens und der Thüringer Landesregierung als Oberste Behörde. Da Thüringen nicht in Regierungsbezirke unterteilt ist, ist es für das gesamte Landesgebiet zuständig.
Als Vollzugs-, Aufsichts- und Widerspruchsbehörde erstrecken sich seine Aufgaben über alle Fachbereiche der Thüringer Ministerien. Das Landesverwaltungsamt ist Dienst- und Fachaufsichtsbehörde der kommunalen Behörden. Insbesondere Rechtsaufsichtsbehörde der Landkreise und kreisfreien Städte im Freistaat Thüringen.
Die Abteilung Umwelt des TLVwA wurde zum 1. Januar 2019 aus diesem ausgegliedert und mit der Thüringer Landesanstalt für Umwelt und Geologie (TLUG) und dem Thüringer Landesbergamt zum Thüringer Landesamt für Umwelt, Bergbau und Naturschutz (TLUBN) verschmolzen.

## Gebäude
Die Behörde hat ihren Hauptsitz in Weimar im ehemaligen Gauforum am Jorge-Semprún-Platz. Weiterhin befinden sich Dienststellen in Suhl (Abteilung VI und Erstaufnahmeeinrichtung), in Meiningen (Abteilung VII), in Gera sowie in Sondershausen. Die Gebäude in Weimar wurden zwischen 2003 und 2012 grundhaft saniert.

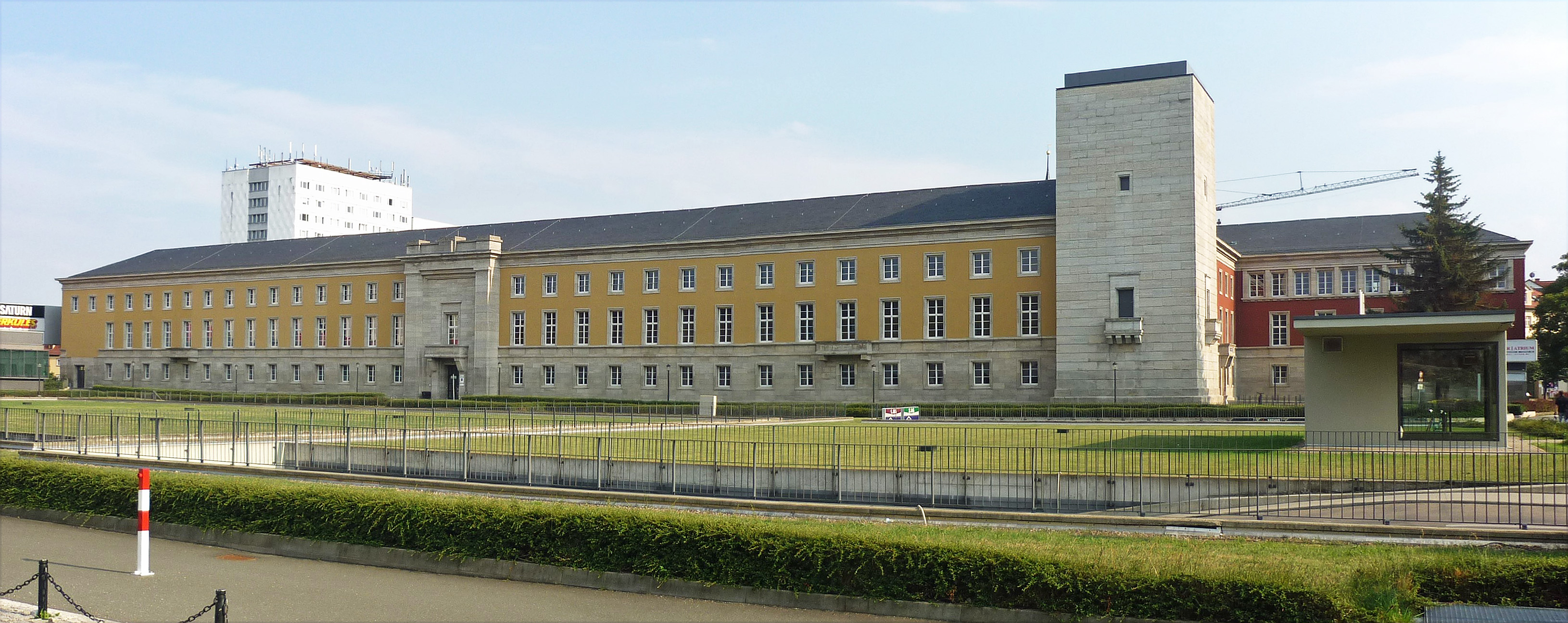
Thüringer Landesverwaltungsamt Weimar, Haus I
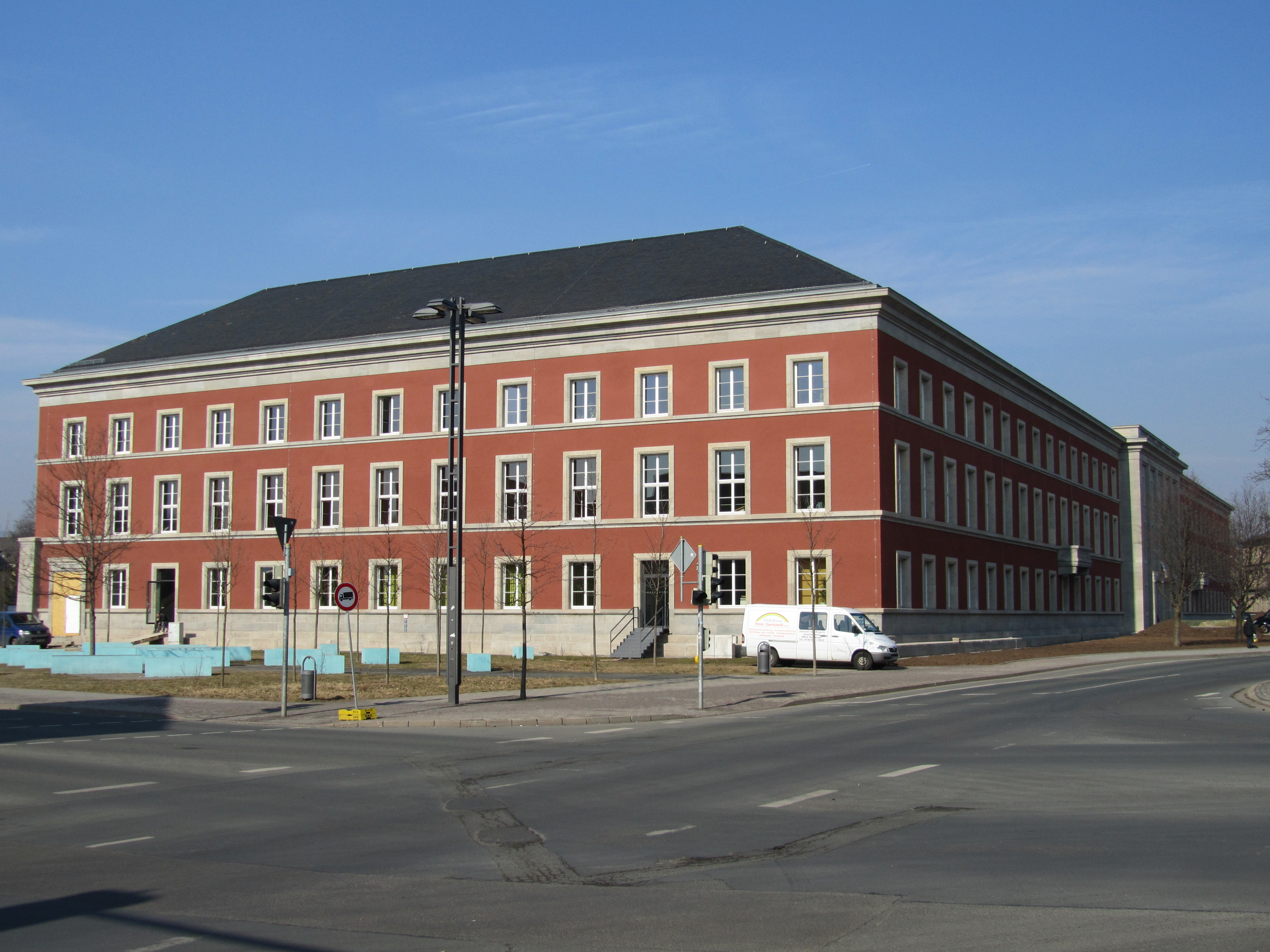
Thüringer Landesverwaltungsamt Weimar, Haus II
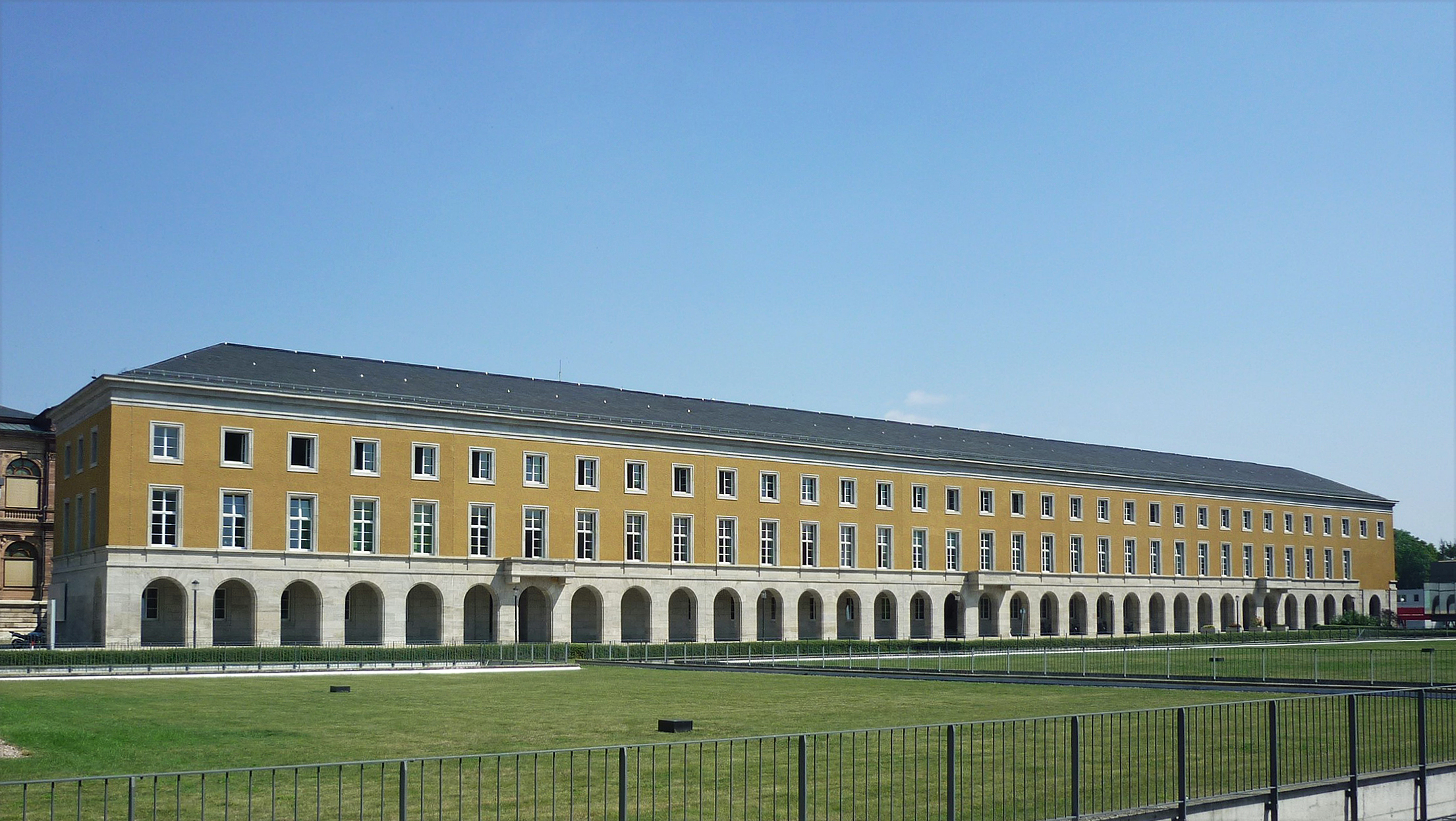
Thüringer Landesverwaltungsamt Weimar, Haus III
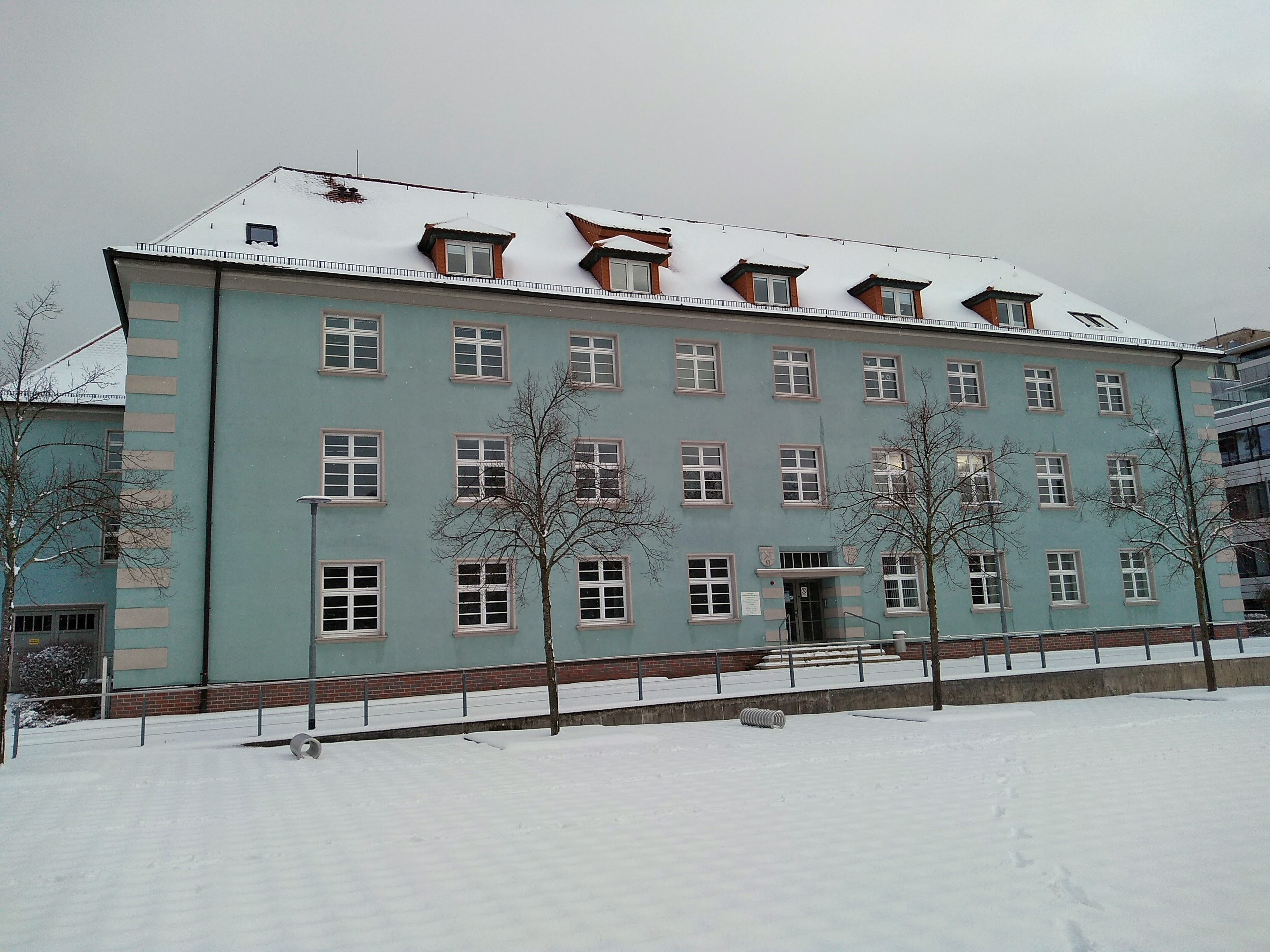
Thüringer Landesverwaltungsamt Suhl, Haus 3
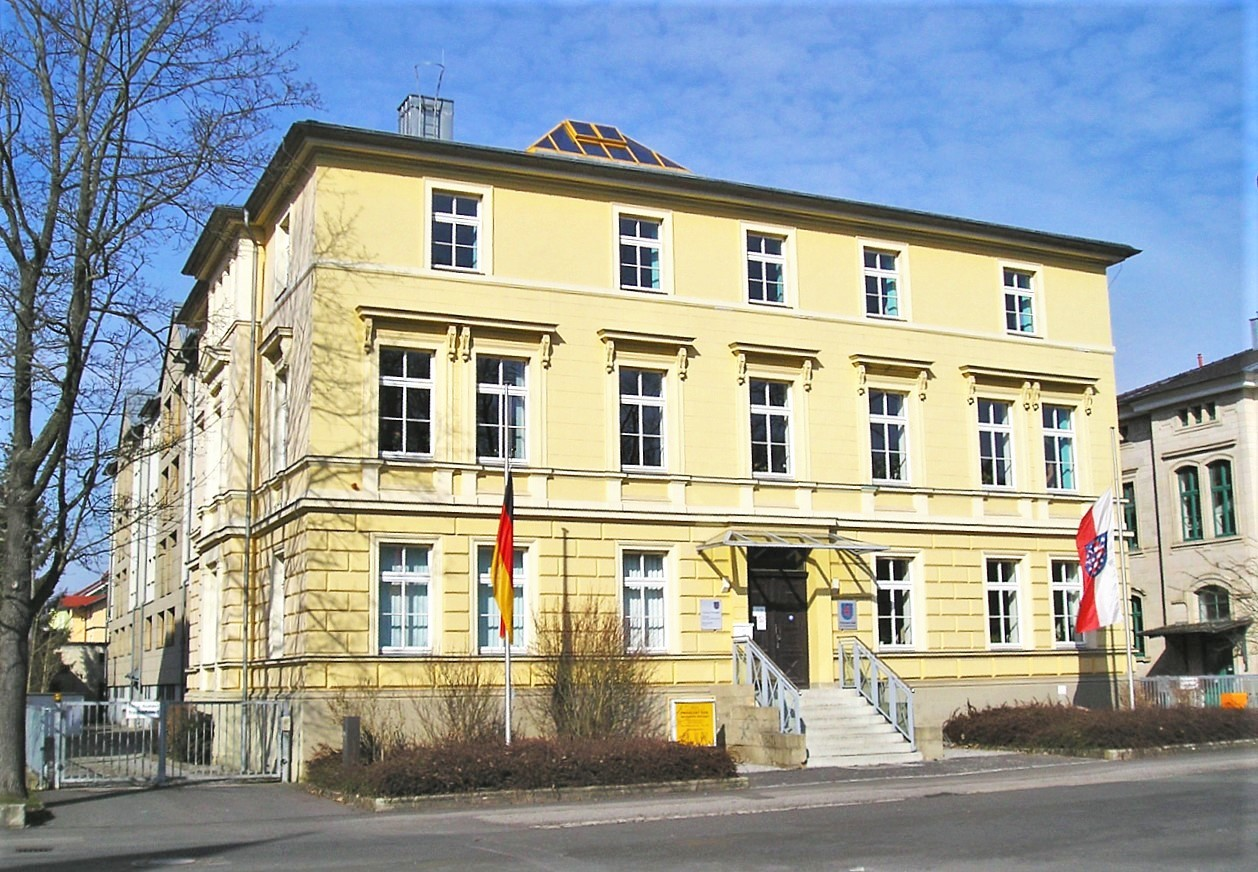
Thüringer Landesverwaltungsamt – Soziales in Meiningen

## Präsidenten
Die Leiter der Behörde führen den Titel eines Präsidenten; diese Amtsbezeichnung war durch eine Anordnung des Ministerpräsidenten Josef Duchač (CDU) am 29. Januar 1992 festgelegt worden.
Seit seiner Errichtung am 20. Juli 1991 wurde das Landesverwaltungsamt von folgenden Personen geleitet:
- 1991–1992: Ernst Wilke  († 21. April 2023)
- 1996–1999: Michaela Ecker († 11. Oktober 2020)
- 1999–2012: Peter Stephan
- seit 2014: Frank Roßner